# Bonnencontre
Bonnencontre é uma comuna francesa na região administrativa da Borgonha-Franco-Condado, no departamento de Côte-d'Or. Estende-se por uma área de 11,04 km². Em 2010 a comuna tinha 447 habitantes (densidade: 40,5 hab./km²).